# Junellia echegarayi
Junellia echegarayi là một loài thực vật có hoa trong họ Cỏ roi ngựa. Loài này được (Hieron.) Moldenke mô tả khoa học đầu tiên năm 1940.